# TREASURES
『TREASURES』（トレジャーズ）は、1995年11月13日に発売された山下達郎通算2作目のベスト・アルバム。

## 解説
ムーン・レーベル在籍12年目にして初のベスト・アルバム。「クリスマス・イブ」「ゲット・バック・イン・ラブ」をはじめとするスタンダードに加え、1995年時点の最新シングル「世界の果てまで」、初CD化の「スプリンクラー」「踊ろよ、フィッシュ」など、シングル曲を網羅。さらに大瀧詠一リミックスによる「パレード」を“おまけ”で収録、結果として山下にとって初めての、全曲作詞・作曲のアルバムとなった。このアルバム以降にリリースされたシングル曲や、本作から漏れたその他の作品は2002年のベスト・アルバム『RARITIES』に収録された。実現しなかったが当初は「DOWN TOWN」と「RIDE ON TIME」も入れたいと思っていたという。
当初、本作発売の年の秋に『Dreaming Boy』というタイトルでオリジナル・アルバムのリリースが予定され、作業も7割5分程進んでいた。アルバム・リリースにあわせて2つのタイアップが決まっていたが、結局どちらも延期となってしまった。そのため新譜リリースのローテーションが先送りとなった事から、ワーナーからベスト盤の制作が要請された。当初は難色を示したが、同じ時期にドラマ『ベストフレンド』主題歌のタイアップとシングル「世界の果てまで」のリリースが決まり、この曲を加えて曲数が揃ったという。結果的にはこの時期にベスト盤を出すのは最良のタイミングだったと語っている。「オリジナル・アルバムを出さない代わりにこのベスト・アルバムを発表した」との憶測も流れたが、山下自身の意向ではないと否定している。『Dreaming Boy』に収録予定だった楽曲の多くは、後に『COZY』で発表された。
本作の曲順は、1曲目と2曲目がリリース順で、3曲目以降はランダムになっている。山下は「1曲目<高気圧ガール>と2曲目<スプリンクラー>に関しては理由があって、両方ともアナログ・ソースなの。『MELODIES』はアナログ・マルチにアナログ・マスターだから、<アトムの子>とかに比べると、音がショボい。だから<スプリンクラー>を例えば<アトムの子>の後ろに持っていくと、ダイナミックレンジで負けちゃう。だからこの2曲は何が何でも最初に入れるしかない」という。3曲目以降については「僕の場合、好きなコード進行のパターンが少ないの。特にシングル用の曲は、ほとんどC-Am-F-Gというパターンで、テンポもわりと似ている。だから<風の回廊（コリドー）>と<ターナーの汽罐車>を続ける事が出来ない。テイストが似てるから。そういう風にテイストが似てる曲をなるべくバラそうと思って、色々考えたんだけど、だんだん頭の中がこんがらがってしまって、結局、まりやに第三者的な目で選んでもらったの。頭の2曲は<高気圧ガール>と<スプリンクラー>にして、最後に<パレード>を入れてということだけ言って。まりやは『絶対この曲順しかない』と自信を持って言ってた」と答えている。

## アートワーク、パッケージ
アルバムジャケットのイラストは松下進。当時、松下が表紙イラストを担当していた雑誌『ファミコン通信』とのコラボレーションが企画され、雑誌のイメージ・キャラクター「Necky」がジャケットと同じコスプレで表紙を飾った（通巻366号1995年12月8日号）。
初回盤は三方背ボックス仕様、本作で初のミリオンセラーを獲得した。

## 収録曲
1. 高気圧ガール  –  (4:22)
ムーン・レーベル移籍後初のアルバム『MELODIES』[注釈 3]からの先行シングル。イントロをアカペラとパーカッションで始めるというアイデアはずっと前からあったが、実際に試みたのはこの曲が最初であるという。高気圧の溜息は竹内まりや[4]。
2. スプリンクラー  –  (4:31)
アルバム『MELODIES』[注釈 3]リリース直後にシングルのみでリリースされ、本作で初CD化となった。リリース当時は“夏男タツロー”らしくないと評判があまりよくなかったというが、詞・曲・演奏とも個人的にはとても気に入っていて、その後もライヴのレパートリーとして取り上げられている。演奏の途中で登場するエレキ大正琴は、歌に絡んで何か印象的な音が欲しくて選ばれた[4]。また、雨の音はスタジオに転がっていた太田裕美ライブ用素材テープの中の雨のSEが最高であったということでそのまま使われている。竹内まりやのシングル「恋の嵐」[注釈 5]でも、他になかなかいい素材がなかったために最後の雨のSEで同じものが使われた。このほか、元のマルチ・トラック・テープに色々と手を加えた山下本人曰く“むりやりのロング・ヴァージョン”が、後にベスト・アルバム『RARITIES』[注釈 1]に収録された。
3. ゲット・バック・イン・ラブ -Get Back In Love-  –  (4:22)
TBS系ドラマ『海岸物語 昔みたいに…』主題歌として制作、後にアルバム『僕の中の少年』[注釈 6]にイントロのコーラスが若干異なるアルバム・ミックスで収録された。ライブ・アルバム『JOY』[注釈 7]には、ライブ・ヴァージョンが収録されている。いつまでたっても周りから要求される“夏だ海だタツローだ”に苛立ち、「もうアップ・テンポでのシングル・リリースはイヤだ、バラードがやりたい!」とダダをこねていたら、スタッフがこの企画を持って来たという。自身でも納得の行く作品が生まれ、「RIDE ON TIME」[注釈 8]以来のベスト・テン・ヒットとなった。本作にはアルバム・ミックスで収録されている。
4. 風の回廊（コリドー）  –  (3:59)
ホンダ・クイント インテグラのキャンペーン・ソングとして制作、後にアルバム『POCKET MUSIC』[注釈 9]に収録された。この曲で描かれている“過ぎ去った恋の中の現実とも幻影ともつかない女性像”は自身の詞の重要なテーマのひとつであるという。完成が遅れたためにスケジュールが遅延した結果、エンジニアの吉田保が次の仕事でハワイへ行ってしまい、生まれて初めて自分自身でミックス・ダウンを行う羽目になった。この曲は山下にとって初めてのデジタル・レコーディングであり、同時に初めてコンピューター・ミュージックを導入した、レコード制作上の一大分岐点でもあったという[4]。
5. アトムの子  –  (4:27)
アルバム『ARTISAN』[注釈 10]収録曲。後にシングル「JUVENILEのテーマ〜瞳の中のRAINBOW〜」[注釈 11]に1992年、シングル「僕らの夏の夢 ⁄ ミューズ」[注釈 12]に2009年、それぞれのライブ・ヴァージョンが収録された。山下曰く「漫画というカテゴリーをはるかに越えた巨人」であり、1989年に死去した手塚治虫へのトリビュート・ソングを、鉄腕アトムをモチーフに書こうと思い立ったのがアルバム完成の10日前。どうしてもアルバムに収録したくて連日の徹夜で仕上げ、なんとか間に合わせたという[4]。
6. エンドレス・ゲーム -Endless Game-  –  (4:10)
TBS系ドラマ『誘惑』主題歌として制作、後にアルバム『ARTISAN』[注釈 10]に収録された。原作のあるドラマだったので、そのイメージに合わせて作ったところ、自身にとっては大変珍しいというマイナー・コードのメロディができた。ところがいつもの歌い方では演奏のオケにまったく馴染まず、うつむき加減で歌ってなんとか乗り切ったという。その意味では多分に作家的な視点で書かれた曲だとしている[4]。
7. 踊ろよ、フィッシュ  –  (4:51)
シングルとしてリリースされ、後にアルバム『僕の中の少年』[注釈 6]にアルバム・ヴァージョンで収録された。「高気圧ガール」[注釈 13]以来4年ぶりの全日空沖縄キャンペーン・ソングとして制作されたがこの時期、自身が80年代初期に行っていたリゾート・ミュージックと言われるような開放的なスタイルのものにほとんど興味が持てなくなっていたという。それでも事務所スタッフから「タツローが夏をやらなくてどうする!」とハッパをかけられ、この仕事を引き受けたという。楽曲的には決して嫌いなわけではなかったが、自分の中に何かこだわりがあった為か、シングル・ヴァージョンは未CD化のままだった[4]。本作には山下がオリジナル・シングルに色々と不満があったことから、当時の素材を集めて編集し直されたヴァージョンが収録されている[5]。
8. ターナーの汽罐車 -Turner's Steamroller-  –  (4:33)
アルバム『ARTISAN』[注釈 10]からのシングル・カット曲だが、シングル・ヴァージョンはエンディングにもヴォーカルが入っている。ある晩訪れたパブの、トイレに続く暗い廊下の影で、長い髪に黒いワンピースの女性が顔を覆ってすすり泣いているのを目撃した経験と、イギリスの画家ターナー（Joseph Mallord William Turner）の絵画『雨、蒸気、スピード』（Rain, Steam and Speed）のイメージとを強引に掛け合わせてできた一曲だという[4]。この曲は当初、普通のドラムとベースのリズム・セクションでレコーディングされたが、曲の持つ耽美的なイメージに近づけたいとの意向で、打ち込みのリズムに変更された。本作収録に際し、イントロのSEがカットされている。
9. 土曜日の恋人  –  (3:15)
フジテレビ『オレたちひょうきん族』エンディングテーマ。ボビー・ヴィー（Bobby Vee）やゲイリー・ルイス（Gary Lewis and the Playboys）の諸作品に代表される1960年代のスナッフ・ギャレット（Snuff Garrett）の線を狙った曲で、楽曲的には気に入っていたものの、'85年のご時世にはあまりにアナクロな願望だったため、音作りにとても苦心したという[4]。今回も新たにミックスがやり直されているが、山下は「10年もたつのにまだいじり足りなくて、今回また新たにミックスをやり直してしまいました。ビョーキですね」[4]という。だが本作のミックスについて後に「ようやく、満足のいく仕上がりになった」と語っており[6]、2012年発売のオールタイム・ベスト『OPUS 〜ALL TIME BEST 1975-2012〜』[注釈 14]や2020年発売のリイシュー・アルバム『POCKET MUSIC (2020 Remaster)』[注釈 15]にもこのミックスが使われている[7]。
10. ジャングル・スウィング -Jungle Swing-  –  (5:05)
初アルバム化作品。日産・スカイラインCMイメージソング。フル・ヴァージョンはCMサイズと歌詞が一部異なる。歌詞の“9thのコード”は、9代目スカイラインに因んでのもので、曲のイメージは黒澤明監督作品『野良犬』の中で笠置シズ子が「ジャングル・ブギー」を歌うシーンが元になっているという。山下はU2の「ディザイヤー」がリリースされた頃、ボ・ディドリーのビートを使った曲を作ってみようと思い立ったという。歌詞については「この頃はテクノ・ディスコみたいな音楽が流行り始めた時期だったので、“そんなフェイクなビートじゃとても踊れやしない”という歌詞を思いついて、代わりに何を聴かせてほしいかな? と考えたら、アーサー・コンリーだと思って、“スウィート・ソウル・ミュージック”にした」と語っている。
11. 世界の果てまで  –  (5:07)
読売テレビ・日本テレビ系ドラマ『ベストフレンド』主題歌として制作、シングルのみでリリースされた。「Endless Game」[注釈 16]同様、結果的に作家的な意思が強く出た、自身の作品としては異色なアプローチとなったという[4]。本アルバム収録に際し、リミックスされている。
12. おやすみロージー -Angel Babyへのオマージュ-  –  (2:44)
ライブ・アルバム『JOY』[注釈 7]からの先行シングル曲。もともとは鈴木雅之1987年のアルバム『Radio Days』[注釈 17]のために書き下ろされた和製ドゥー・ワップ・ソングで、タイトルはロージー & ジ・オリジナルズ（Rosie & The Originals）1960年のヒット・シングル「ANGEL BABY」[注釈 18]から取られている。山下自身も気に入っている作品で、自身のライヴでもアカペラ仕立てにして取り上げていた。ライブ・ヴァージョンはバック・トラックがテープのカラオケなので、本作収録に際しオーディオ的なグレードをもう少し上げたいとの理由から、ライブでのリード・ヴォーカルをもとの演奏が入っているマルチ・トラック・テープにそのままプリントしてミックスし直された。
13. クリスマス・イブ  –  (4:15)
『MELODIES』[注釈 3]収録曲。バロック音楽でよく聞かれるコード進行なので、何かその風味を入れたいと考え、ふと思いついたテーマが“クリスマス”だった。その時、シュガー・ベイブ時代にトライして未完だった曲の歌い出し「雨は〜」が突然よみがえり、歌詞はあっという間に出来たという。どうせなら間奏に本物のバロックを引用しようと、昔から大好きだったパッヘルベルのカノンが選ばれた。スウィングル・シンガーズ（The Swingle Singers）のスタイルを一人アカペラでやろうというので、8小節のレコーディングに半日費やされた。エンディングのコーラスが一転してアソシエイション（The Association）風のアプローチなのは、オフコースへの対抗意識から出たアイデアだという。シングルには地味だとは言え、せっかく作ったクリスマス・ソングなので、毎年末に季節限定商品としてピクチャー・レコード、カラー・ビニール、ピクチャー・レーベルと、趣向を変えてリリースされ続けた。それが、'88年から4年にわたってJR東海のクリスマス・キャンペーンに使用されたことでブレイク、毎年チャートのベスト・テンにランクされるようになり、'89年暮れにはナンバー・ワンとなった[4]。
14. さよなら夏の日  –  (4:38)
『ARTISAN』[注釈 10]からの先行シングル。夏の終わりにガール・フレンドと遊園地のプールに行った時に夕立に会い、雨上がりの虹を見たという高校生の時の思い出を元に作った曲ゆえ、とても愛着のある作品だという。また、全ての演奏を自分一人で行った初めてのシングルだという事も、思い入れの強さの一因だとしている[4]。カウンター・ラインを、当時購入したばかりのハンドベルで演奏している。本作収録のためにボーカルを入れ直していたが未発表となっていた別ヴォーカル・バージョンが『ARTISAN -30th Anniversary Edition-』[注釈 19]のボーナス・トラックとして収録された[8]。
15. 蒼氓（そうぼう）  –  (6:06)
本ベスト・アルバム中唯一シングル・カットされていない作品で、『僕の中の少年』[注釈 6]収録曲。この十数年間に書いた曲の中で自身の思想信条を最もよく表している曲なので、一人でも多くの人に聴いてもらえたらと思い収録したという[4]。山下は「僕は日本人だし、クリスチャンでもない。けれど、音楽的・文化的な面でのアメリカの植民地である日本で半世紀近く、その音楽に慣れ親しみ、やり続けてきた日本人として、アメリカのブラックミュージックのクリスチャニティを何らかの形で反映させたいと思ってきた。どうしたらそれができるか? その1つの問いかけがこの<蒼氓>なんだよね」と語っている。また、曲制作の直接の動機について「現象としてのYMOの出現」を挙げ、その音楽的背景よりも人文科学や社会科学の潮流だったニュー・アカデミズムの台頭など、YMOを取り巻く文化人的側面から日本のポピュラー音楽の在り方が変容させられるのでは、との危機感や恐怖感を強く抱いていたという。そうした理由から、“無名性、匿名性への賛歌“であると同時に、もう1つのテーマとして“反文化人音楽”というフレーズが用いられている。コーダのコーラスには、竹内まりや、桑田佳祐・原由子夫妻が参加しているが、山下は「桑田夫妻の無垢な声の響きが、この作品に格調を与えてくれている」[4]という。本作収録に際し、リミックスされている。
16. パレード  –  (3:59)
山下曰く“ちょっとした「おまけ」”として収録。ナイアガラ・トライアングル（大滝詠一、伊藤銀次、山下）のオムニバス・アルバム『NIAGARA TRIANGLE Vol.1』[注釈 20]に収録されている、もとはシュガー・ベイブ時代のレパートリー。1994年にフジテレビ系『ポンキッキーズ』のエンディングテーマに使用されたことから、20年の時を経てシングルカットされた[注釈 21]。このアルバムのために大瀧が新たにミックス・ダウンを行った、ニュー・リミックス・ヴァージョン。

## クレジット

### 高気圧ガール
| Words & Music by Tatsuro Yamashita                         |
| ©1983 Smile Publishers Inc.                                |
|                                                            |
| 山下達郎 : Electric Guitar, Percussion & Background Vocals |
| 青山純 : Drums                                             |
| 伊藤広規 : Electric Bass                                   |
| 難波弘之 : Electric Piano & Acoustic Piano                 |
| 中村哲 : Synthesizers                                      |
| 浜口茂外也 : Percussion                                    |
| 山川恵子 : Harp                                            |

| Kokiatsu-Girls & a Boy : | - 竹内まりや - 佐野公美 - 森真帆 - 村田和人 |
|                          |                                             |

| 吉田保 : Mixing Engineer |

### スプリンクラー
| Words & Music by Tatsuro Yamashita |
| ©1983 Smile Publishers Inc.        |
|                                    |

| 山下達郎 : | - Electric Guitar, Acoustic Guitar, - Electric Piano, Synthesizers, - Glocken, Percussion, 大正琴 & Background Vocals |

| 青山純 : Drums           |
| 伊藤広規 : Electric Bass |
| 井上大輔 : Tenor Sax     |
|                          |
| 吉田保 : Mixing Engineer |

### ゲット・バック・イン・ラブ -Get Back In Love-
| Words & Music by Tatsuro Yamashita          |
| ©1988 Nichion, Inc. & Smile Publishers Inc. |
|                                             |

| 山下達郎 : | - Computer Programming, Electric Guitar, - Acoustic Guitar, Synthesizers, Electric Sitar, - Percussion & Background Vocals |

| 青山純 : Drums             |
| 伊藤広規 : Electric Bass   |
| 難波弘之 : Acoustic Piano  |
|                            |
| 佐藤康夫 : Mixing Engineer |

### 風の回廊
| Words & Music by Tatsuro Yamashita |
| ©1985 Smile Publishers Inc.        |
|                                    |

| 山下達郎 : | - Computer Programming, Electric Guitar, - Acoustic Guitar, Synthesizers, Glocken, - Percussion & Background Vocals |

| 青山純 : Drums             |
| 淵野繁雄 : Tenor Sax Solo  |
|                            |
| 山下達郎 : Mixing Engineer |

### アトムの子
| Words & Music by Tatsuro Yamashita |
| ©1991 Smile Publishers Inc.        |
|                                    |

| 山下達郎 : | - Drum Programming, Computer Programming, - Electric Guitar, Synthesizers, Glocken, Effects, - Percussion & Background Vocals |

| 浜口茂外也 : Percussion        |
| 竹内まりや : Background Vocals |
| 村田和人 : Background Vocals   |
| 杉真理 : Background Vocals     |
|                                |
| 佐藤康夫 : Mixing Engineer     |

### エンドレス・ゲーム -Endless Game-
| Words & Music by Tatsuro Yamashita          |
| ©1990 Nichion, Inc. & Smile Publishers Inc. |
|                                             |

| 山下達郎 : | - Computer Programming, Acoustic Guitar, Electric Sitar, - Acoustic Piano, Synthesizers, Glocken, Percussion - & Background Vocals |

| 青山純 : Drums             |
| 粉川忠範 : Trombone        |
|                            |
| 佐藤康夫 : Mixing Engineer |

### 踊ろよ、フィッシュ
| Words & Music by Tatsuro Yamashita                                             |
| ©1987 Smile Publishers Inc.                                                    |
|                                                                                |
| 山下達郎 : Electric Guitar, Synthesizers, Glocken, Effects & Background Vocals |
| 青山純 : Drums                                                                 |
| 伊藤広規 : Electric Bass                                                       |
| 難波弘之 : Acoustic Piano & Electric Piano                                     |
| 浜口茂外也 : Percussion                                                        |
| 土岐英史 : Alto Sax Solo                                                       |
|                                                                                |
| 吉田保 : Mixing Engineer                                                       |

### ターナーの汽罐車 -Turner's Steamroller-
| Words & Music by Tatsuro Yamashita |
| ©1991 Tenderberry Music, Inc.      |
|                                    |

| 山下達郎 : | - Drum Programming, Computer Programming, - Electric Guitar, Acoustic Guitar, - Synthesizers & Background Vocals |

| 難波弘之 : Acoustic Piano  |
|                            |
| 佐藤康夫 : Mixing Engineer |

### 土曜日の恋人
| Words & Music by Tatsuro Yamashita                   |
| ©1985 Fujipacific Music Inc. & Smile Publishers Inc. |
|                                                      |

| 山下達郎 : | - Electric Guitar, Acoustic Guitar, Hammond Organ, - Synthesizers, Glocken, Percussion, Whistle & Background Vocals |

| 青山純 : Drums                      |
| 伊藤広規 : Electric Bass            |
| 難波弘之 : Acoustic Piano & Celeste |
| 山川恵子 : Harp                     |
|                                     |
| 佐藤康夫 : Mixing Engineer          |

### ジャングル・スウィング -Jungle Swing-
| Words & Music by Tatsuro Yamashita |
| ©1993 Smile Publishers Inc.        |
|                                    |

| 山下達郎 : | - Drum Programming, Computer Programming, - Electric Guitar, Acoustic Guitar, Electric Bass, - Electric Piano, Synthesizers, - Percussion & Background Vocals |

| 浜口茂外也 : Percussion    |
|                            |
| 佐藤康夫 : Mixing Engineer |

### 世界の果てまで
| Words & Music by Tatsuro Yamashita                  |
| ©1995 Yomiuri-TV Enterprise & Smile Publishers Inc. |
|                                                     |

| 山下達郎 : | - Drum Programming, Computer Programming, Electric Bass, - Electric Guitar, Acoustic Guitar, Synthesizers, Percussion, - Autoharp & Background Vocals |
|            | |

| 佐藤康夫 : Mixing Engineer |

### おやすみロージー -Angel Babyへのオマージュ-
| Words & Music by Tatsuro Yamashita                          |
| ©1988 Smile Publishers Inc. & Uncle F Music Publishing Inc. |
|                                                             |

| 山下達郎 : | - Drums, Computer Programming, Electric Guitar, - Keyboards & Background Vocals |

|                            |
| 佐藤康夫 : Mixing Engineer |

### クリスマス・イブ
| Words & Music by Tatsuro Yamashita                        |
| ©1983 Smile Publishers Inc.                               |
|                                                           |
| 山下達郎 : Electric Guitar, Percussion, Background Vocals |
| 青山純 : Drums                                            |
| 伊藤広規 : Electric Bass                                  |
| 難波弘之 : Acoustic Piano & Electric Piano                |
| 中村哲 : Synthesizers                                     |
|                                                           |
| 吉田保: Mixing Engineer                                   |

### さよなら夏の日
| Words & Music by Tatsuro Yamashita          |
| ©1990 Nichion, Inc. & Smile Publishers Inc. |
|                                             |

| 山下達郎 : | - Drum Programming, Computer Programming, - Electric Guitar, Acoustic Piano, Synthesizers, - Hand Bells, Percussion & Background Vocals |

|                            |
| 佐藤康夫 : Mixing Engineer |

### 蒼氓（そうぼう）
| Words & Music by Tatsuro Yamashita |
| ©1988 Tenderberry Music, Inc.      |
|                                    |

| 山下達郎 : | - Computer Programming, Electric Guitar, Acoustic Guitar, - Synthesizers, Percussion & Background Vocals |

| 青山純 : Drums                        |
| 伊藤広規 : Electric Bass              |
| 中西康晴 : Acoustic Piano             |
| 浜口茂外也 : Percussion               |
| 桑田佳祐 : Background Vocals (Coda)   |
| 原由子 : Background Vocals (Coda)     |
| 竹内まりや : Background Vocals (Coda) |
|                                       |
| 佐藤康夫 : Mixing Engineer            |

### パレード
| Words & Music by Tatsuro Yamashita                        |
| ©1976 Fujipacific Music Inc.                              |
|                                                           |
| 山下達郎 : Electric Guitar, Glocken & Background Vocals   |
| 上原裕 : Drums                                            |
| 寺尾次郎 : Electric Bass                                  |
| 坂本龍一 : Acoustic Piano & Vibe                          |
| 吉田美奈子 : Background Vocals                            |
| 稲垣次郎Section : Brass & Woodwinds                       |
|                                                           |
| 笛吹銅次 : Mixing Engineer                                |
|                                                           |
|                                                           |
| Synthesizers Operated by Tatsuro Yamashita & Kazuo Shiina |

### スタッフ
| PRODUCED AND ARRANGED BY TATSURO YAMASHITA for Tenderberry Music |
|                                                                  |
| Exective Producer : Ryuzo“Junior”Kosugi                          |

| Recording Engineers : | - Yasuo Sato, Tamotsu Yoshida, Toshiro Ito, Masato Omori - & Tatsuya Nakamura |

| Assistant Engineers : Yasuo Iijima & Satoshi Nakazawa                           |
|                                                                                 |
| Recording Studios : Smile Garage, Sony Music Roppongi, Sound City & Onkio Haus  |
| Digital Mastering Engineer : Mitsuharu Harada                                   |
| Mastering Studio : On Air Azabu                                                 |
|                                                                                 |
| Artist Management : Smile Company                                               |
| A & R Co-ordinators : Shin Katayama (Smile Co.) & Kazuo Otake (east west japan) |
| Assistant A & R : Hiroyuki Arikawa (Smile Co.)                                  |
| Session Co-Ordinator : Kenji Sakai (CMC)                                        |
|                                                                                 |
| Art Direction : Kenichi Hanada                                                  |

| Cover & Inner Illustration : | - Susumu Matsushita - ©SUSUMU MATSUSHITA COMPANY |

| Inner Photo : Jin Tamura                                        |
|                                                                 |
| Keisuke KUwata & Yuko Hara by the courtesy of Victor ⁄ Taishita |
| Masamichi Sugi by the courtesy of Sony Records                  |

## リリース履歴
| # | 発売日         | リリース                  | 規格 | 品番       | 備考                                     |
| - | -------------- | ------------------------- | ---- | ---------- | ---------------------------------------- |
| 1 | 1995年11月13日 | MOON ⁄ east west japan    | CD   | AMCM-4240  | 初回盤は三方背ボックス仕様               |
| 2 | 1999年6月2日   | MOON ⁄ WARNER MUSIC JAPAN | CD   | WPCV-10028 | 品番改定によるイーストウェスト盤の再発。 |